# Michael Höft (Footballspieler)
Michael Höft (* 1971/1972 in Rostock) ist ein ehemaliger deutscher Footballspieler.

## Leben
Höft spielte Football zunächst bei den Hamburg Pioneers, zur Saison 1999 wechselte er gemeinsam mit seinem jüngeren Bruder Mathias zu den Hamburg Blue Devils in die höchste deutsche Spielklasse GFL. Der in der Verteidigung eingesetzte Michael Höft gehörte den Blue Devils in den Spieljahren 1999 und 2001 an. 2001 wurde er mit den Hamburgern deutscher Meister. Später spielte er bei den Kiel Baltic Hurricanes. Ab 2006 war er zudem als Mitglied des Trainerstabs des Regionalligisten Norderstedt Nordic Wolves tätig.